# Collegio di Edinburgh East and Musselburgh
Edinburgh East and Musselburgh è un collegio elettorale rappresentato alla camera dei Comuni del parlamento del Regno Unito. Elegge un membro del parlamento con il sistema maggioritario a turno unico. Il collegio, dopo essere stato in vigore dal 1997 al 2005, è stato re-istituito nel 2024 con la revisione dei collegi di Westminster, sostituendo il collegio di Edinburgh East. Il rappresentante del collegio, dal 2024, è il laburista Chris Murray.

## Estensione
Il collegio contiene le divisioni 27 (Meadowbank/Mountcastle), 28 (Links/Restalrig), 29 (Portobello/Milton) e 38 (Craigmillar/Duddingston) della città di Edimburgo, e la divisione elettorale 44 (Musselburgh/Fisherrow) nel distretto del East Lothian.
Il collegio copre una porzione orientale della città di Edimburgo e l'area di Musselburgh, all'interno dell'East Lothian. Era uno dei sei collegi che coprivano la città di Edimburgo, e uno dei due che ricadevano nell'area dell'East Lothian; il collego è in prevalenza urbano.
Alle elezioni del 2005 gran parte dell'area del collegio fu sostituita dal collegio di Edinburgh East, e il resto dell'area, ossia la parte di Misselburgh, divenne parte del collegio di East Lothian.

## Membri del parlamento
| Elezione | Elezione | Deputato          | Partito           |
| -------- | -------- | ----------------- | ----------------- |
|          | 1997     | Gavin Strang      | Laburista         |
|          | 2005     | Collegio abolito  | Collegio abolito  |
|          | 2024     | Collegio ricreato | Collegio ricreato |
|          | 2024     | Chris Murray      | Laburista         |

## Risultati elettorali

### Elezioni negli anni 2020
| Partito                    | Partito                                      | Candidato                  | Risultati 4 luglio 2024 | Risultati 4 luglio 2024 |
| Partito                    | Partito                                      | Candidato                  | Voti                    | %                       |
| -------------------------- | -------------------------------------------- | -------------------------- | ----------------------- | ----------------------- |
|                            | Laburista                                    | Chris Murray               | 18 790                  | 41,23                   |
|                            | SNP                                          | Tommy Sheppard             | 15 075                  | 33,08                   |
|                            | Verdi                                        | Amanda Grimm               | 4 669                   | 10,24                   |
|                            | Conservatore                                 | Marie-Clair Munro          | 2 598                   | 5,70                    |
|                            | Reform UK                                    | Derek Winton               | 2 129                   | 4,67                    |
|                            | Lib Dem                                      | Charles Dundas             | 1 949                   | 4,28                    |
|                            | Indipendente                                 | Jane Gould                 | 365                     | 0,80                    |
|                            |                                              |                            |                         |                         |
| Iscritti                   | Iscritti                                     | Iscritti                   | 76 188                  | 100,00                  |
| ↳ Votanti (% su iscritti)  | ↳ Votanti (% su iscritti)                    | ↳ Votanti (% su iscritti)  | 45 575                  | 59,82                   |
| ↳ Astenuti (% su iscritti) | ↳ Astenuti (% su iscritti)                   | ↳ Astenuti (% su iscritti) | 30 613                  | 40,18                   |
|                            |                                              |                            |                         |                         |
|                            | Esito: collegio a Laburista (nuovo collegio) |                            |                         |                         |

### Elezioni negli anni 2000
| Partito                    | Partito                                | Candidato                  | Risultati 7 giugno 2001 | Risultati 7 giugno 2001 |
| Partito                    | Partito                                | Candidato                  | Voti                    | %                       |
| -------------------------- | -------------------------------------- | -------------------------- | ----------------------- | ----------------------- |
|                            | Laburista                              | Gavin Strang               | 18 124                  | 52,60                   |
|                            | SNP                                    | Rob Munn                   | 5 956                   | 17,29                   |
|                            | Lib Dem                                | Gary Peacock               | 4 981                   | 14,46                   |
|                            | Conservatore                           | Peter Finnie               | 3 906                   | 11,34                   |
|                            | Socialista                             | Derek Durkin               | 1 487                   | 4,32                    |
|                            |                                        |                            |                         |                         |
| Iscritti                   | Iscritti                               | Iscritti                   | 59 199                  | 100,00                  |
| ↳ Votanti (% su iscritti)  | ↳ Votanti (% su iscritti)              | ↳ Votanti (% su iscritti)  | 34 454                  | 58,20                   |
| ↳ Astenuti (% su iscritti) | ↳ Astenuti (% su iscritti)             | ↳ Astenuti (% su iscritti) | 24 745                  | 41,80                   |
|                            |                                        |                            |                         |                         |
|                            | Esito: collegio confermato a Laburista |                            |                         |                         |

### Elezioni negli anni 1990
| Partito                    | Partito                                      | Candidato                  | Risultati 1 maggio 1997 | Risultati 1 maggio 1997 |
| Partito                    | Partito                                      | Candidato                  | Voti                    | %                       |
| -------------------------- | -------------------------------------------- | -------------------------- | ----------------------- | ----------------------- |
|                            | Laburista                                    | Gavin Strang               | 22 564                  | 53,57                   |
|                            | SNP                                          | Derrick White              | 8 034                   | 19,07                   |
|                            | Conservatore                                 | Kenneth F. Ward            | 6 483                   | 15,39                   |
|                            | Lib Dem                                      | Callum I. MacKellar        | 4 511                   | 10,71                   |
|                            | Referendum                                   | James A. Sibbet            | 526                     | 1,25                    |
|                            |                                              |                            |                         |                         |
| Iscritti                   | Iscritti                                     | Iscritti                   | 59 657                  | 100,00                  |
| ↳ Votanti (% su iscritti)  | ↳ Votanti (% su iscritti)                    | ↳ Votanti (% su iscritti)  | 42 118                  | 70,60                   |
| ↳ Astenuti (% su iscritti) | ↳ Astenuti (% su iscritti)                   | ↳ Astenuti (% su iscritti) | 17 539                  | 29,40                   |
|                            |                                              |                            |                         |                         |
|                            | Esito: collegio a Laburista (nuovo collegio) |                            |                         |                         |